# Tom Workman
Thomas Edwin Workman, detto Tom (Seattle, 14 novembre 1944), è un ex cestista statunitense, professionista nella NBA e nella ABA.

## Carriera
Venne selezionato dai St. Louis Hawks al primo giro del Draft NBA 1967 (8ª scelta assoluta).